# Kristallohrhörer

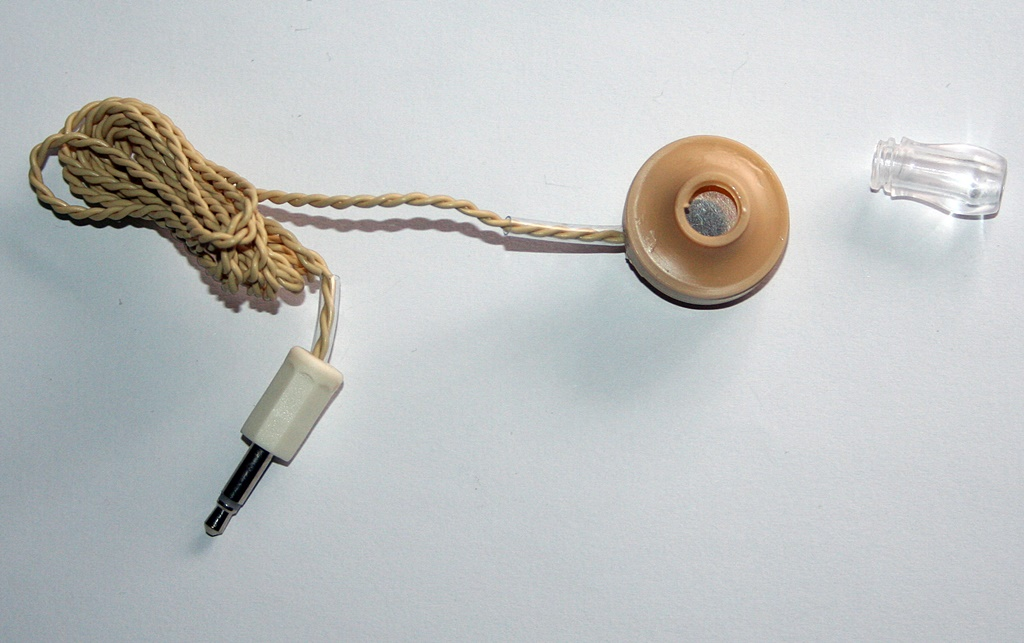
Geöffneter Kristallohrhörer

Ein Kristallohrhörer ist ein hochohmiger Ohrhörer, der auf dem piezoelektrischen Effekt beruht. Dabei wird durch eine zugeführte elektrische Spannung eine mechanische Deformation in bestimmten Kristallen wie zum Beispiel Quarz erreicht. Bei einer Wechselspannung, wie der eines Audiosignals, entsteht dadurch eine hörbare Schwingung. Die Qualität ist gering, die Empfindlichkeit ist jedoch hoch.
Kristallohrhörer finden daher ihren Anwendungsbereich bei kleinen Signalstärken ohne besonderen Qualitätsanspruch. Einfache Mittelwellenradios wie zum Beispiel der Detektorempfänger lassen sich damit zum Teil ohne Batterie nur durch die Signalstärke der Antenne betreiben. Diese einfachen Rundfunkempfänger waren von Anfang bis Mitte des 20. Jahrhunderts verbreitet, haben heute jedoch praktisch keine Bedeutung mehr. Da Kristallohrhörer auch aufgrund der schlechten Tonqualität sonst kaum noch verwendet werden, sind sie nur noch im speziellen Elektronikfachhandel erhältlich.